# П34
П34 (паровоз 34-го типа) — опытный советский грузовой паровоз, выпущенный Коломенским заводом в 1948 году. Был создан в связи с необходимостью в паровозах со сцепной массой 115—117 т, но по замыслу конструкторов его нагрузка от осей на рельсы должна была не превышать 18—20 тс, что позволило бы его эксплуатировать на большинстве советских железных дорог того времени. В нормальную эксплуатацию так и не поступил из-за сложности ремонта.